# Vittore Ugo Righi
Vittore Ugo Righi (* 23. März 1910 in Gualdo Tadino, Provinz Perugia, Italien; † 28. April 1980) war ein römisch-katholischer Erzbischof und Diplomat des Heiligen Stuhls.

## Leben
Vittore Ugo Righi empfing am 24. Juni 1933 das Sakrament der Priesterweihe.
Am 14. Oktober 1961 ernannte ihn Papst Johannes XXIII. zum Titularerzbischof von Bilta und bestellte ihn zum Apostolischen Internuntius im Iran. Der Kardinalvikar von Rom, Luigi Kardinal Traglia, spendete ihm am 8. Dezember desselben Jahres die Bischofsweihe; Mitkonsekratoren waren Kurienerzbischof Ilario Alcini, und der Präsident der Päpstlichen Diplomatenakademie, Kurienerzbischof Giacomo Testa.
Am 1. Februar 1964 wurde Vittore Ugo Righi von Papst Paul VI. zum Apostolischen Nuntius in Paraguay ernannt. 1967 wurde Vittore Ugo Righi Offizial im Staatssekretariat des Heiligen Stuhls.
Vittore Ugo Righi nahm an der ersten, zweiten und vierten Sitzungsperiode des Zweiten Vatikanischen Konzils teil.